# Alcyonidium anglei
Alcyonidium anglei is een mosdiertjessoort uit de familie van de Alcyonidiidae. De wetenschappelijke naam van de soort is voor het eerst geldig gepubliceerd in 1991 door d'Hondt & Goyffon.